# 위스키 밴디트
《위스키 밴디트》(A Viszkis, The Whiskey Bandit, The Whisky Robber)는 헝가리에서 제작된 님로드 앤탈 감독의 2017년 범죄, 스릴러 영화이다. 벤스 스잘레이 등이 주연으로 출연하였고 바나바스 후트라사 등이 제작에 참여하였다. 헝가리의 은행 도둑 Attila Ambrus에 관한 액션 영화이다.

## 출연

### 주연
- 벤스 스잘레이
- 졸탄 슈나이더

### 조연
- 빅토르 클렘
- 피로스카 모가
- 임레 크수자
- 가버 크소르

## 기타
- 미술: 밸라즈 위베르
- 세트: 가보르 나기
- 배역: 린다 좀보야이